# Utajený šéf (Simpsonovi)
Utajený šéf (v anglickém originále Undercover Burns) je 1. díl 32. řady (celkem 685.) amerického animovaného seriálu Simpsonovi. Scénář napsal David Cryan a díl režíroval Bob Anderson. V USA měl premiéru dne 27. září 2020 na stanici Fox Broadcasting Company a v Česku byl poprvé vysílán 25. ledna 2021 na stanici Prima Cool.
Jako host v dílu účinkuje David Harbour v roli Freda Kranepoola a Phil Rosenthal jako on sám. Jedná se o první díl, ve kterém dabuje v původním znění Carla Carlsona dabér Alex Désert, jenž převzal roli po Hanku Azariovi. Původní název dílu, Undercover Burns (česky doslova „Burns v přestrojení“), je kulturním odkazem na televizní franšízu Undercover Boss (česky doslova „Šéf v přestrojení“). Český název dílu, Utajený šéf, je na rozdíl od toho anglického shodný s názvem reality show, kterou v Česku vysílá televize Nova (Utajený šéf). V této epizodě zazněla písnička „Why Can't We Be Friends“ (která zazněla poprvé v epizodě Zuřící Býk Homer v osmé řadě) od skupiny War. Do češtiny nazpívána nebyla.
Příběh vypráví o panu Burnsovi, který se vypraví v přestrojení do své firmy, Springfieldské jaderné elektrárny, podobně jako ve formátu Undercover Boss. Díl byl přijat pozitivně a ve Spojených státech jeho premiéru sledovalo 4,44 milionu diváků.

## Děj
Líza a Bart jdou s Homerem do Springfieldské jaderné elektrárny na akci „Vezměte děti do práce“. Rodiče nechají děti s panem Burnsem a ten akci změní na „Zapojte děti do práce“. Potomci zaměstnanců elektrárny jsou nuceni do práce. Líza však unikne a obviní pana Burnse z porušení amerického zákoníku práce. Pan Burns se před ní rozhodne schovat na pánských zaměstnaneckých toaletách. Když na toaletě vidí nenávistné graffiti od zaměstnanců, uvědomí si, že ho jeho zaměstnanci nemají rádi. Dámské toalety jej v tom usvědčují, je zde totiž zapálena jeho podobizna.
Pan Smithers se rozhodne pomoci naštvanému panu Burnsovi – sehnal tým, který ho přestrojí za údržbáře turbín, Freda Kranepoola. Burns v robotickém převleku za Freda si během oběda přisedne k Homerovi, Lennymu a Carlovi a spřátelí se s nimi. Pozvou Freda do hospody U Vočka, kde mu Homer koupí pivo. Svěří se Fredovi, že od Burnse požadují jen přátelství a respekt.
V Burnsově panství je Smithers naštvaný, neboť mu Burns vypráví, že prožil nejkrásnější večer svého života s přáteli. Rodina Simpsonových je také znepokojena tím, že Homer s Fredem tráví spoustu času. Homer, Lenny a Carl požádají Freda, aby si promluvil s panem Burnsem a postavil se na jejich stranu. Fred neochotně souhlasí a zahraje scénu, kdy se Fred hádá s panem Burnsem. Burns se rozhodne, že jeho staré já „zemře“ a bude existovat jen Fred.
Homer odmítne se najíst doma a jde do práce i v sobotu, kde je zcela přebudováno pracovní prostředí. Carl poznamená, že když se na Smitherse pan Burns zaměří, tak zde již nebude pracovat. Smitherse tím donutí, aby Homerovi odhalil pravdu. Lenny a Carl před Fredem pomlouvají pana Burnse. Fred se rozzlobí a bojuje s Homerem, který mu utrhne robotickou ruku. Fred uteče a pan Burns se rozhodne vysvléct se z převleku. Robotický Fred se pokusí pana Burnse zabít. Burns vyhodí Fredův převlek do radioaktivního odpadu, kde je zlikvidován. Jakmile se zdá, že vše se vrací do normálu, odhalí se, že Burns je ve skutečnosti jedna z tvůrkyň převleku Freda.
Na konci dílu přijde nový spolupracovník Don Falešnák. Lenny se pokusí dokázat, že je to pan Burns, a tak na něj vypustí psy. Na Burnse jeho psi neútočí, nováčka Dona však napadli. V titulkové scéně si Burns oblékne nový Fredův kostým a zazpívá si se svými třemi přáteli.

## Produkce

### Výroba
Scénář k epizodě napsal David Cryan, který na Twitteru oslovil showrunnera Ala Jeana s žádostí, aby si přečetl několik scénářů, které napsal. Doufal, že dostane příležitost předložit scénář pro Simpsonovy; Jean byl natolik ohromen Cryanovými scénáři, zejména těmi pro seriály Viceprezident(ka) a Larry, kroť se (ve skutečnosti nebyly realizovány, jednalo se o prototypy scénářů) že mu nabídl stát se členem štábu scenáristů Simpsonových. Cryan však nemohl nabídku přijmout, neboť žije v Kanadě a byla mu zamítnuta žádost o vízum ve Spojených státech. Takže Jean mu místo toho navrhl napsat jeden díl. Cryan se tedy rozhodl napsat epizodu o své oblíbené postavě, panu Burnsovi; jedná se a o jeho první televizní epizodu.
Jean zveřejnil statický snímek z dílu 9. září 2020 na Twitteru s komentářem: „Dnes probíhá mixáž pilotního dílu 32. řady.“ Téhož dne vydala stanice Fox Broadcasting Company osm propagačních obrázků k Utajenému šéfovi.

### Původní znění
David Harbour jako host daboval v původním znění Freda Kranepoola, pana Burnse v přestrojení, a Phil Rosenthal účinkoval jako on sám. Rosenthal již dříve se štábem spolupracoval – nadaboval otce v televizi v Simpsonových ve filmu. Je to první díl, kde Carla Carlsona dabuje negroidní Alex Désert tmavé pleti namísto europoidního Hanka Azaria, který tuto postavu daboval již od první řady. Stalo se tak poté, co producenti seriálu oznámili: „Jdeme s dobou a v Simpsonových již nebudou bílí herci dabovat nebílé postavy.“

### České znění
Režisérem a úpravcem dialogů českého znění byl Zdeněk Štěpán, díl přeložil Vojtěch Kostiha. Hlavní role nadabovali Vlastimil Zavřel, Martin Dejdar, Jiří Lábus a Ivana Korolová. České znění vyrobila společnost FTV Prima v roce 2020 v holešovickém studiu Babidabi.

## Přijetí

### Kritika
Tony Sokol, kritik Den of Geek, napsal: „Změna z ‚Vezměte děti do práce‘ na ‚Zapojte děti do práce‘ je legrační a zároveň děsivá: Výběh s poníky sestupující do uranového dolu, vyfukující se skákající hrad a zejména píseň v disneyovském stylu: ‚Budeš pro mě pěkně makat bez nároku šance na plat,‘ nakonec si uvědomujeme, že je to malý svět. Další důležitý prvek, který by vám mohl uniknout, nastal poté, co Milhouse zaslechl Barta, který sedí hned vedle něj a říká, že se už několik dní snaží zbavit tohoto bláznivého přítele, ale neví, jak mu to říct. Milhouse zavolá své matce, která si užívá čas bez svého dítěte, opaluje se a odkopne mobilní telefon do bazénu. Můžete vidět veškerou naději v Milhouseově tváři na mobilním telefonu, jak klesá na dno bazénu. (…) Utajený šéf je zábavný a informativní pilotní díl,“ a ohodnotil jej 4 hvězdičkami z 5.
Kevin Melrose, kritik Comic Book Resources, uvedl: „Dlouholetým kritikům, kteří trvají na tom, že Simpsonovi dosáhli vrcholu v roce 1993, bude bezpochyby pilotní díl 32. řady hrát do karet. Od gaučové scény se zeleným plátnem až po parodii na Undercover Boss, reality show, která běží na obrazovkách již více než deset let, nepatří Utajený šéf mezi nejlepší epizody. A přitom stále překvapuje.“

### Sledovanost
Ve Spojených státech díl během premiéry sledovalo 4,44 milionu diváků. Rating ve věkové skupině 18–49 let dosáhl při premiérovém vysílání hodnoty 1,7.